# Кнудсен, Якоб
Якоб Кнудсен (дат. Knudsen; 1858—1917) — датский писатель.

## Биография
Якоб Кнудсен родился 14 сентября 1858 года.
Кнудсен получил теологическое образование, печататься начал в 1887 году. В своём литературном творчестве испытал воздействие идей Ф. Ницше, С. Кьеркегора, Л. Н. Толстого.
Автор романов «Старый священник» (дат. Den gamle præst, 1899), «Брожение» (дат. Gjæring, 1902), «Очищение» (дат. Afklaring, 1902), «Сильный духом» (дат. Sind, 1903), «Учитель Уруп» (дат. Lærer Urup, 1909), «Страх» (дат. Angst, 1912), «Мужество» (дат. Mod, 1914).